# Strangeulation Vol. II
Strangeulation Vol. II è il sedicesimo album in studio del rapper statunitense Tech N9ne, pubblicato nel 2015.

## Tracce
1. Strangeulation Vol. II Cypher I – 2:52
2. PBSA (featuring Ces Cru) – 4:25
3. Push Start (featuring Big Scoob) – 3:05
4. Slow to Me (featuring Krizz Kaliko & Rittz) – 4:40
5. Strangeulation Vol. II Cypher II (featuring Stevie Stone & Ces Cru) – 4:03
6. MMM – 3:54
7. Intruders (skit) – 1:04
8. Tell Me If I'm Trippin' (featuring Brotha Lynch Hung, Prozak & Tyler Lyon) – 4:34
9. We Just Wanna Party (featuring Rittz & Darrein Safron) – 4:01
10. Strangeulation Vol. II Cypher III (featuring Big Scoob & JL B. Hood) – 2:38
11. Fired (featuring Stevie Stone & Darrein Safron) – 4:07
12. Real with Yourself (Darrein Safron featuring Tech N9ne) – 4:12
13. Chilly Rub (featuring Stevie Stone & Godemis) – 4:18
14. Strangeulation Vol. II Cypher IV (featuring Krizz Kaliko, Rittz & Prozak) – 3:15
15. Wake and Bake (featuring Krizz Kaliko & ¡Mayday!) – 3:57
16. Message to Murs (skit) – 0:46
17. Blunt and a Ho (featuring Murs & Ubiquitous) – 3:12
18. Strangeulation Vol. II Cypher V (featuring Murs, Wrekonize & Bernz) – 2:54
19. Actin' Like You Know (Mackenzie O'Guin featuring Tech N9ne) – 4:09
20. Torrid – 4:35